# 珀斯
是西澳大利亞州的首府，也是澳大利亞第四大城市。根據2021年8月的人口統計，珀斯都會區的人口共有202萬人，是澳洲第四大城市，人口增长率高於國家統計的平均水準。
由於地處澳洲大陸西岸地中海氣候地區，擁有溫和的氣候與天鵝河岸的別緻景色，使珀斯得以成為非常受歡迎的觀光旅遊目的地。
珀斯擁有廣闊的居住空間及高水準的生活質素，於每年的世界最佳居住城市評選中都是名列前茅，反映出珀斯無論居住環境，生活質素及社會福利等都是极佳的城市。珀斯人的友善态度世界公认，曾於2003年獲得世界最友善城市称号，得到世界性的讚賞及認同。

## 歷史

西澳州旗幟

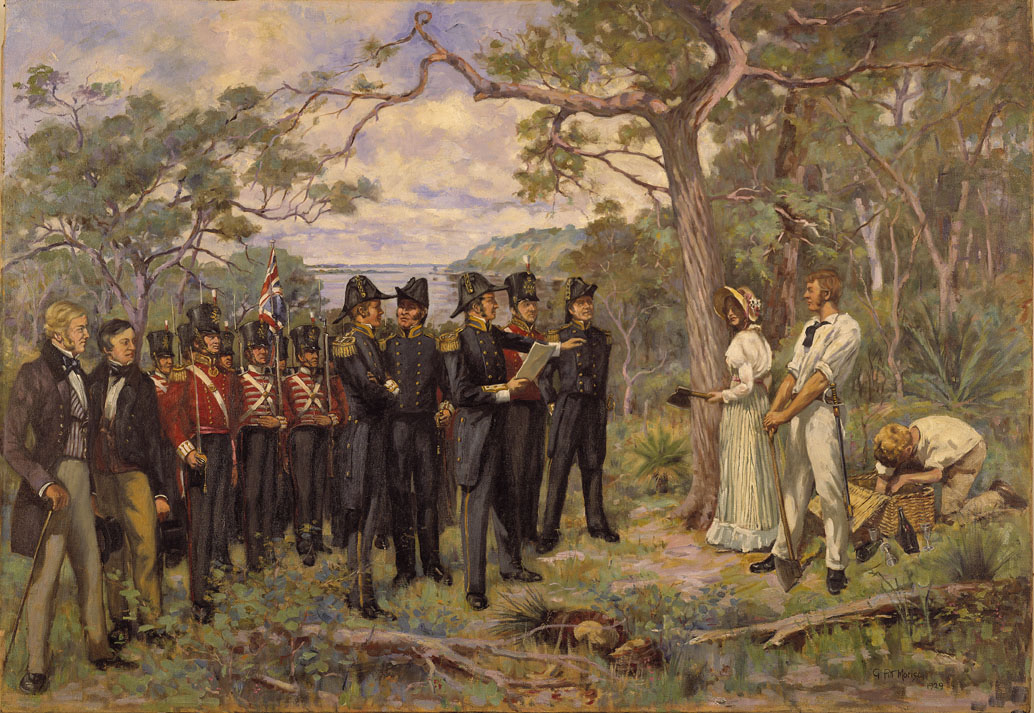
George Pitt Morison繪畫的《1829珀斯建城》

### 殖民前
澳大利亚原住民至少在珀斯地区居住了3.8万年，上斯旺（Upper Swan）地区的考古遗迹证明了这一点。Noongar人占据了西澳大利亚州的西南角，以狩猎采集为生。斯旺海岸平原上的湿地对他们来说特别重要，既是精神上的（当地神话中的重要部分），也是食物的来源。
Noongar人知道珀斯现在所处的地区是Boorloo。Boorloo是Mooro族的一部分，Mooro族是Noongar族的一个部族，在英国人定居的时候，Yellagonga是他们的领袖。Mooro是以天鹅河附近的几个Noongar部族之一，统称为Whadjuk族。Whadjuk族本身是14个部落中较大的一个部落，组成了西南社会语言区块，被称为Noongar族(在其语言中的意思是 "人民")，有时也被称为Bibbulmun族。2006年9月19日，澳大利亚联邦法院在Bennell诉西澳大利亚州[2006] FCA 1243案中，推翻了承认Noongar族对珀斯大都会地区的原住民产权的判决。

### 早期殖民
荷兰船长Willem de Vlamingh和他的船员于1697年1月10日作为欧洲殖民者首次登上今天的珀斯地区。
雖然在珀斯之前，为了回应该地区将被法国吞并的传言，新南威尔士殖民地于1826年在西澳大利亚州南海岸的喬治國王峽灣（King George's Sound）（后来的奧班尼）建立了一个由囚犯流放定居点。但珀斯仍然是整個澳大利亞西部第一個建立的殖民城鎮。
1829年建城的珀斯剛開始時是自由屯墾殖民地──天鵝河殖民地的首府。珀斯是由詹姆斯·史特靈爵士所命名，並選擇此作為新城鎮。史特靈是蘇格蘭航海家，與當時英國殖民地大臣──美利爵士（Sir George Murray）的願望一致，決議以墨瑞的出生地和他在英國下議院裡議會席位的所在地──珀斯郡（Perth Shire）命名為该城为珀斯。該殖民地在1850年之後改名為「西澳大利亞」（簡稱「西澳」），並開始成為被英國放逐海外的囚犯所寄居的第二顺位选择，以補足當地農業與商業發展過程中非常欠缺的人力資源。
1829年6月4日，新来的英国殖民者们第一次看到了大陆，从那时起，每年6月的第一个星期一，西澳大利亚州的开国纪念日就成了公众假期。詹姆斯-斯特林（James Stirling）船长在帕尔梅利亚号（Parmelia）上说，珀斯是 "我所见过的最美的地方"。那年8月12日，第二艘船 "硫磺号 "船长的妻子海伦-达兹（Helen Dance）砍下了一棵树，以纪念该镇的成立。詹姆斯-斯特林于1829年6月18日在弗里曼特尔宣读的殖民地宣言中写道："1829年6月18日由我的手和印，在这一天，珀斯的名字诞生了。James Stirling Lieutenant Governor （given under my hand and Seal at Perth this 18th Day of June 1829. James Stirling Lieutenant Governor）"。
1831年开始，随着殖民地的发展，英国殖民者和诺昂格尔人之间的敌对交锋随着殖民地的发展而大大增加。两族人之间的敌对交锋导致了多起事件，包括1833年Whadjuk长老Midgegooroo被处决，他的儿子Yagan死于1833年，以及1834年Pinjarra屠杀。
由于这些事件的发生，诺昂格尔人与欧洲人的关系变得紧张。由于博尔卢及其周围有大量的建筑，当地的Whadjuk Noongar人慢慢地被剥夺了他们的国家。他们被迫在规定的地方扎营，包括定居区以北的沼泽和湖泊，包括第三沼泽，他们称之为Boodjamooling。Boodjamooling仍然是珀斯地区剩余的Noongar人的主要营地，也被旅行者、旅行者和无家可归者所使用。到了19世纪90年代的淘金时代，前往金矿的矿工也加入了他们的行列。

### 罪犯时代和淘金热
1850年，西澳大利亚州应寻找廉价劳动力的农业和商业人士的要求，向囚犯开放移民。维多利亚女王于1856年宣布珀斯为城市。尽管有此宣布，珀斯仍然是一个安静的小镇，1870年墨尔本的一位记者将其描述为："...........一个安静的小城，约有3000名居民，散布在水边的零星的小块土地上，与花园和灌木丛交织在一起，半是农村的一面.........。主要的街道都是斑驳的，但外围的街道和大部分的人行道仍保持着原生态的状态，因为西澳大利亚州普遍存在的松散的沙子，在夏天会产生强烈的眩光或大量的灰尘，而在雨季则会溶解成泥泞。
19世纪末，随着卡尔古尔利（Kalgoorlie）和库尔加迪（Coolgardie）金矿的发现，西澳大利亚州迎来了矿业的繁荣，珀斯的人口从1881年的约8500人增加到1901年的61000人。

### 联邦时代至今
1900年，經公民投票，西澳在1901年正式加入了澳洲聯邦，亦是澳大利亞最後一個同意加入聯邦的殖民地。當時其它前殖民地為了說服西澳洲願意加入，作出了各種讓步，包括從東部建築鐵路幹線（經 Kalgoorlie）連接到珀斯等。1927年，原住民被禁止进入珀斯的大片地区，并被判处监禁，这一禁令一直持续到1954年。
1933年，在公民投票下，西澳表決脫離澳洲聯邦，當時以大比數傾向於贊成獨立。但是，表決前不久剛好正值國會選舉，結果當時的政府下台。而新上任的政府並不贊成獨立行動。但鑒於公民投票的結果，新政府仍然向宗主国英國的帝国国会訴請獨立。英国下议院成立了一个专门委员会来审议这个问题，但经过18个月的谈判和游说，最终拒绝审议这个问题，宣布在法律上不能批准分离。
1962年，当美国宇航员约翰·格伦乘坐友谊7号飞船在地球轨道上飞行时，珀斯市的居民点亮了家里的灯和路灯，引起了全球媒体的关注。这使得珀斯被称为 "光明之城"。1998年，当格伦乘坐航天飞机经过地球上空时，珀斯市又重演了这一幕。
在發展歷程中，珀斯得以繁榮的主要原因（特别是自20世纪60年代中期以来）是成為天然資源產業的一個重要服務中心。作為一個最接近對金、鐵礦、鎳、鋁土、金剛石、礦物沙、煤炭、油以及天然氣龐大儲備的城市，大多世界的主要能源和工程企業在珀斯皆設有辦公室。
踏入1990年代，大多數時間都是由理查德·科特所領導的自由黨政府當政，珀斯亦從這時期開始步向繁榮發展。

## 地理

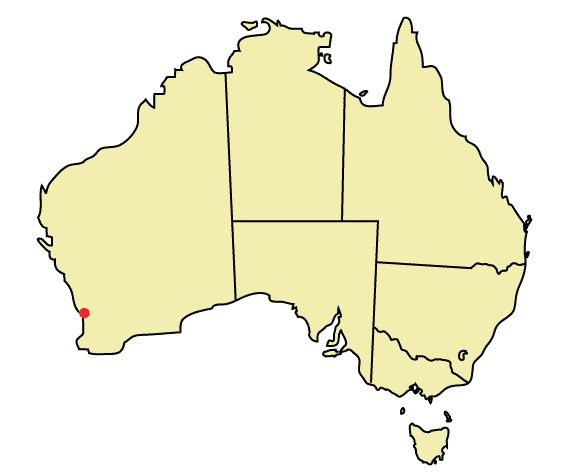
伯斯在澳大利亞的位置（紅點所示）

伯斯中心座標為南緯31度52分48秒，東經115度52分58秒，和台灣台北市處於同一經度。全市面積5,386平方公里。西面瀕臨印度洋，距離非洲海岸約7,350公里；東面是內陸沙漠地帶。

### 市中心
柏斯中央商務區南面和東邊以天鵝河為界，西端是國王公園，北面是鐵路保護區。由州政府和聯邦政府資助的一個名為Perth City Link的項目，將一段鐵路線下沉，使北橋和市中心之間的行人可以方便地通行。珀斯競技場是城市連接區的建築，曾獲得澳洲設計協會、澳洲建築師協會和Colorbond等機構頒發的多個建築獎項。 St Georges Terrace是該地區最顯眼的街道，在市中心內擁有130萬平方公尺（1400萬平方英尺）的辦公空間，Hay Street和Murray Street擁有大部分的零售和娛樂設施。該市最高的建築是中央公園（Central Park），是澳洲第八高的建築。直到2012年，市中心一直是由採礦業引起的繁榮的中心，有幾個商業和住宅項目正在建設，其中包括Brookfield Place，這是一棟244公尺（801英尺）的辦公大樓，為澳大利亞的英澳礦業公司必和必拓（BHP Billiton）所建。

### 都會區
伯斯大都會區沿著海岸線延伸至北面的 Two Rocks 和南面的 Singleton，距離約 125 公里（80 英里）。伯斯市區面積為6,418平方公里（2,478平方公里）。
2005年《規劃與發展法》將大都會地區定義為包括30個地方政府區域，其外圍範圍是北邊的Wanneroo市和Swan市，東邊是Mundaring市、Kalamunda市和Armadale市，東南邊是Sirpentine-Jarrahdale市，西南邊是Rockingham市，包括西海岸外的Rottnest島和花園島。這一範圍與大都市地區計劃和澳大利亞統計局的伯斯（主要統計部門）相關。
伯斯的都會範圍可以用其他方式來定義－澳洲統計局大首都城市統計區，簡稱大伯斯，包括該地區，加上曼杜拉市和穆雷郡的平賈拉二級統計區而1993年的《地區發展委員會法》則包括皮爾地區的塞彭丁-賈拉代爾郡。

### 地理
伯斯位於天鵝河（Swan River）上，1697年，荷蘭探險隊隊長、西澳州羅特尼斯特島（Rottnest Island）的命名者Willem de Vlamingh在探索該地區時發現了黑天鵝，並以其命名。這個水體被原住民稱為Derbarl Yerrigan。市中心和大部分郊區位於沙質較平坦的天鵝海岸平原上，位於達令角石板和印度洋之間。這一地區的土壤相當貧瘠。
伯斯的大部分地區是建立在伯斯濕地之上，濕地是一系列淡水濕地，從西邊的Herdsman湖到東邊的Claisebrook Cove。
伯斯市東面是被稱為達令坡（Darling Scarp）的低崖峭壁所包圍。伯斯位於一般平坦、起伏的土地上，這主要是由於大量的沙質土壤和深厚的基岩。伯斯市區有兩條主要的河流系統，一條是由天鵝河和坎寧河組成，另一條是由蛇河和穆雷河組成，在曼杜拉（Mandurah）排入皮爾灣（Peel Inlet）。
伯斯是世界上最偏僻的大城市之一，方圓2000公里内沒有任何人口超過10萬的大城市，就算是國內距離最近的大城市阿德雷德距離當地也有2100公里左右，東帝汶首都帝力（2800公里）及印尼首都雅加達（3000公里）甚至比雪梨（3300公里）更接近伯斯。

### 氣候
伯斯屬地中海氣候，四季較為分明。夏季乾燥，較為炎熱；冬季溫和濕潤，在天氣晴好時氣溫不會太低，只有清晨及晚間可能比較冷涼，氣溫日較差有時可高達20℃，但氣溫降至0℃及以下的情況極為少見。最熱月為2月，平均氣溫24.5℃，極端最高氣溫46.2℃（1991年2月23日）；最冷月為7月，平均氣溫13.0℃，極端最低氣溫-0.7℃（2006年6月17日）。年平均降水量746.9毫米。
| 珀斯機場（1971-2000） | 珀斯機場（1971-2000） | 珀斯機場（1971-2000） | 珀斯機場（1971-2000） | 珀斯機場（1971-2000） | 珀斯機場（1971-2000） | 珀斯機場（1971-2000） | 珀斯機場（1971-2000） | 珀斯機場（1971-2000） | 珀斯機場（1971-2000） | 珀斯機場（1971-2000） | 珀斯機場（1971-2000） | 珀斯機場（1971-2000） | 珀斯機場（1971-2000） |
| 月份                  | 1月                   | 2月                   | 3月                   | 4月                   | 5月                   | 6月                   | 7月                   | 8月                   | 9月                   | 10月                  | 11月                  | 12月                  | 全年                  |
| --------------------- | --------------------- | --------------------- | --------------------- | --------------------- | --------------------- | --------------------- | --------------------- | --------------------- | --------------------- | --------------------- | --------------------- | --------------------- | --------------------- |
| 平均高温 °C（°F）     | 31.9 (89.4)           | 32.2 (90.0)           | 29.8 (85.6)           | 25.9 (78.6)           | 21.8 (71.2)           | 18.9 (66.0)           | 17.9 (64.2)           | 18.4 (65.1)           | 20.2 (68.4)           | 22.5 (72.5)           | 25.8 (78.4)           | 29.2 (84.6)           | 24.5 (76.1)           |
| 平均低温 °C（°F）     | 17.2 (63.0)           | 17.8 (64.0)           | 16.3 (61.3)           | 13.4 (56.1)           | 10.8 (51.4)           | 9.1 (48.4)            | 8.4 (47.1)            | 8.5 (47.3)            | 9.3 (48.7)            | 10.5 (50.9)           | 13.0 (55.4)           | 15.2 (59.4)           | 12.5 (54.5)           |
| 平均降水量 mm（）     | 12.7 (0.50)           | 18.2 (0.72)           | 15.9 (0.63)           | 35.8 (1.41)           | 92.8 (3.65)           | 145.5 (5.73)          | 154.1 (6.07)          | 117.3 (4.62)          | 76.7 (3.02)           | 44.2 (1.74)           | 26.5 (1.04)           | 7.2 (0.28)            | 746.9 (29.41)         |
| 来源：氣象局          |                       |                       |                       |                       |                       |                       |                       |                       |                       |                       |                       |                       |                       |

## 政府體制
根據澳大利亞憲法，西澳是依照西敏制（即英國式議會制）的形式來施行三權分立的管治的。除了被聯邦分割了些立法權和司法權外，其它方面保持完全獨立，其中：
- 立法權取決於西澳的議會，即西澳立法委員會與西澳立法局。
- 行政權取決於行政委員會，成員包括州長和資深部長。行政權由西澳州長和內閣行使，由西澳州總督代表澳洲君主任命。
- 司法權由西澳最高法院和次級法院體系行使，但澳洲高等法院有最後的司法權。在澳大利亞憲法授予聯邦政府權力制定為法律的情況下，其它聯邦法庭亦有一定的司法權。

西澳州議會位於首府珀斯，隸屬西澳州議會的都會區劃分為超過三十多個地方政府區域。

## 經濟

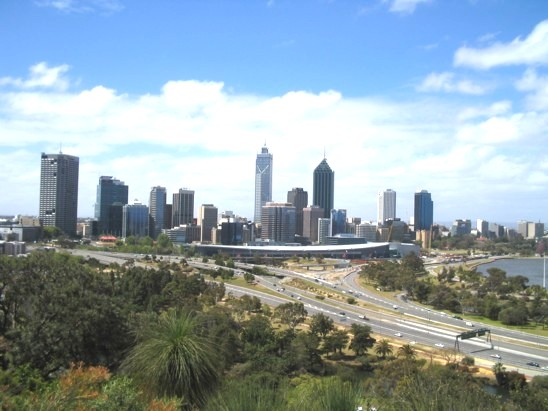
珀斯市的天際線

在过去，相比於澳洲其他主要大城市，珀斯有着較高的生活水準。但自2005年至2006年的兩年間，情況卻正在轉變，珀斯的房地產價格大幅度上升，而其他東岸城市的升幅卻很輕微，悉尼更有下跌的趨勢，使得珀斯與各城市的生活水準日漸拉近。
随着2020年的疫情影响，珀斯的房地产价格一度低靡，但是在2022年之后珀斯中心及周边地区的房地产价格以每年8%以上的增长率一路飙高。
珀斯一如其他東岸的城市，一般屬於都會區內的職位都能提供，惟職位供應的數量普遍較悉尼及墨爾本略少。
西澳擁有極豐盛的天然資源——煤及金屬矿藏。許多採礦業及與礦物有關的行業，在珀斯設有總部。雖然採礦的工程都在珀斯以外的區域進行，但珀斯是提供工程師及專業人材技術支援的主要來源。距離珀斯30公里以南之奎那那市的一所龐大煉油廠，所需的工程及化學專業人員是來自珀斯，亦為珀斯帶動了就業市場。
此外，農業及旅遊業亦在珀斯的經濟中占有相当份额。

## 居住概況

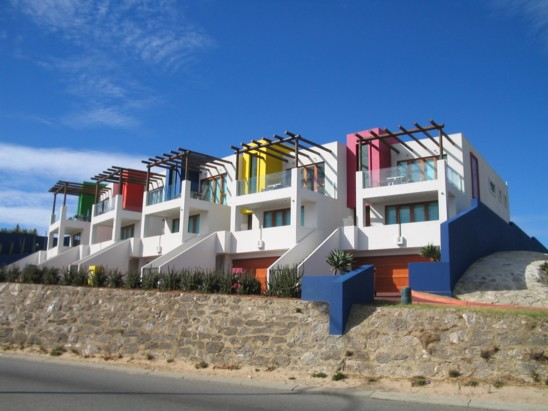
士嘉堡的特色樓房

珀斯主要分為240多個區域，基本上每個區也有住宅。由於土地遼闊，房子一般都寬敞舒適，大部份設有花園，當地政府更規定業主要在花園種植花草以美化環境。房屋一般以紅瓦屋頂的平房，或比較新式的特色樓房，或再高尚些的別墅為主，亦有少數的大廈（Apartment）座落於某些比較城市的區域，如珀斯，東珀斯、Subiaco 等。一般来说日落海岸、西区和天鹅河附近的郊区房价较贵，近年来内城区的一些郊区的房价呈高速上涨趋势，如 West Leederville、East Perth 等。房价较低地区则是一些离海滩，天鹅河及市中心相对较偏远的郊区，如东面的 Midland、Guildford；南面的 Armadale。由于矿产资源丰富，珀斯房价过去十多年间高速上涨，但是由于最近几年矿业不景气，珀斯房地产进入调整期。

## 旅遊

### 費利曼圖

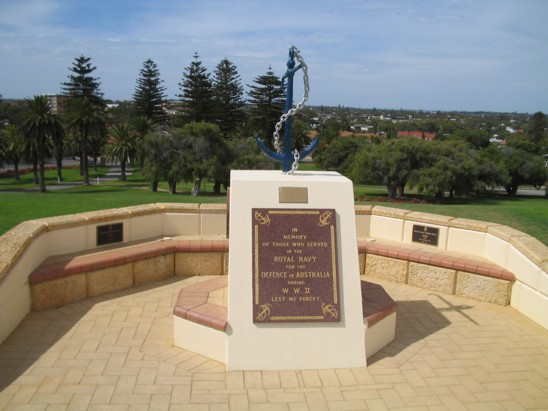
二次大戰海軍紀念碑

費利曼圖（Fremantle）距離珀斯市以南約19公里（12英里）的一個海港城市，澳洲西海岸天鵝河入海口。費利曼圖於1829年成為天鵝河畔的第一個居民點。在1929年被設立為市，現約有2.6萬人口。
費利曼圖是一個古意盎然的海港城市。該市的大部分建築物已被當地政府列入保護古蹟，故整個城市也仍舊保留著一百年前的風貌。当地值得参觀的景點有：
- 西澳軍事博物館（英语：Army Museum of Western Australia）
- 費利曼圖舊監獄（英语：Fremantle Prison）
- 費利曼圖市場（英语：Fremantle Markets）

等等。

### 海灘

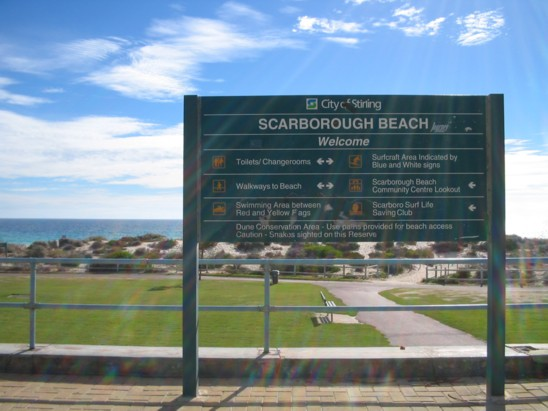
Scarborough海灘

珀斯有很多著名的海灘，其景色之優美程度足以和澳洲東岸的黃金海岸相媲美。由眾多著名海灘連接而成之海岸線名為日落海岸，該海岸覆蓋範圍包括南面的費利曼圖海岸以北至君达乐（Joondalup），當中包括的海灘多達20幾個，如：
- 布萊頓海灘（英语：Brighton, Western Australia）
- 科茨洛海灘（英语：Cottesloe, Western Australia）
- 斯旺伯恩海灘（英语：Swanbourne, Western Australia），著名天體沙灘
- 洛里厄特海灘（英语：Floreat, Western Australia）
- 斯卡伯勒海灘（英语：Scarborough, Western Australia），著名衝浪聖地
- 城市海灘（英语：City Beach, Western Australia）
- 北部海灘（英语：North Beach, Western Australia）
- 沃特曼海灘（英语：Watermans Bay, Western Australia）
- 索倫托海灘（英语：Sorrento, Western Australia）

等等。

### 國王公園

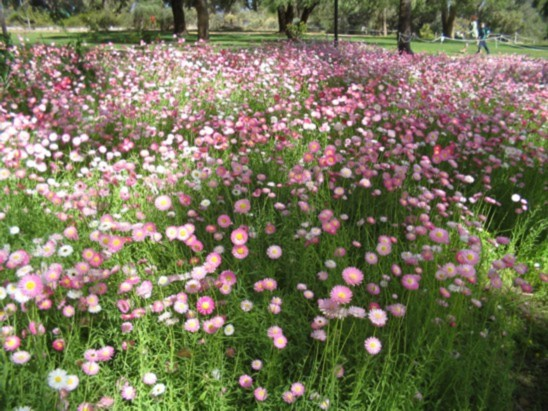
國王公園內的野花

國王公園座落於天鵝河畔的伊萊山之上，佔地相當廣闊達400公頃，盤踞整個山頭，公園內茂樹林立，樹高比天，壯麗非常。園內的設計一方面盡量保持著原始大自然氣息，有古老的觀光電車穿梭往來園內，及騎駱駝遊覽公園等項目，都令人覺得有回歸原始的感覺。另一方面又增加了不少現代化設施以方便遊客，如設有在柏斯非常著名的5星級餐廳 Frasers Restaurant、燒烤爐，溫室及觀景台更是俯瞰全珀斯市全景的最佳位置。特別一提的是每年的9~11月是珀斯的春天，是觀賞野花盛開的季節，每年那個時候都會在國王公園舉行野花節給遊客觀賞，無需他們跑到遙遠的西澳郊區才可欣賞到。公園內原本廣大的綠色草原，頓然變成一片色彩萬千的花海，非常漂亮悅目。

珀斯下午國王公園的前濱全景

### 中心商業區

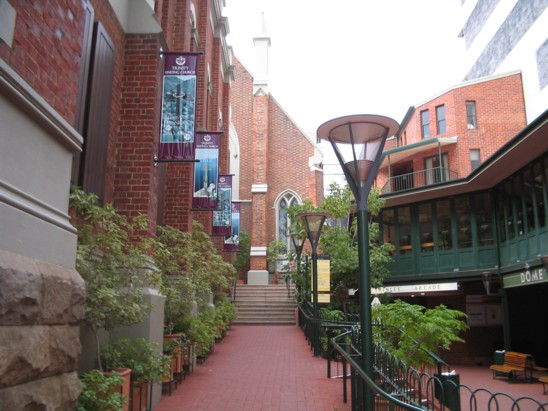
珀斯商業區的街道一角

珀斯的中心商業區（CBD）是該市的購物中心，主要由以下幾條街道組成：
- 海伊街
- 穆雷街
- 巴拉克街
- 威廉街（英语：William Street, Perth）
- 國王街（英语：King Street, Perth）
- 聖喬治露台

在中央商業區，值得參觀的地方有柏斯錢幣鑄造局、倫敦閣、珀斯皇冠賭場、天鵝鐘樓以及西澳博物館等。相對於悉尼或墨爾本，珀斯的規模雖較小，但卻不失繁盛及充滿著優雅的城市氣息。全市最高的摩天大樓是位於聖佐治臺的中央公園。

## 著名學府
珀斯一共有四所國立大學，包括學生人數最多的科廷大學（Curtin University）、歷史最悠久聞名的西澳大學（University of Western Australia）、面積最廣的莫道克大學（Murdoch University）、校區最多的伊迪斯科文大學（ECU - Edith Cowan University），及一所私立的澳大利亞聖母大學（University of Notre Dame）。
4所公立大學：
- 西澳大學
- 科廷大學
- 莫道克大學
- 伊迪斯科文大學

1所私立大學：
- 澳大利亞聖母大學

## 人口
1980年代早期時，珀斯超過阿德萊德，成為澳洲人口第四多的城市。 2017年珀斯人口為2,037,902人，人口增長率大約1.1%。市內人口主要為歐裔（英裔、愛爾蘭裔、意大利裔），約3%是華人，一大部分是近30年來從東南亞（馬來西亞、新加坡、越南、印尼）移民到珀斯的華人。也有一定數量的印度裔和南非（白人）裔移民。
珀斯的人口以英格蘭和愛爾蘭出生的居民比例高而引人注目。在2016年的人口普查中，166,965名英格蘭出生的珀斯居民被統計出來，甚至領先於雪梨（151,614人），儘管後者的人口數量是珀斯的兩倍多。

## 交通

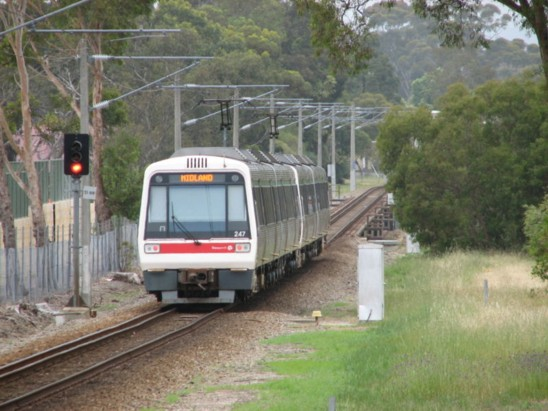
正在駛往Midland的火車

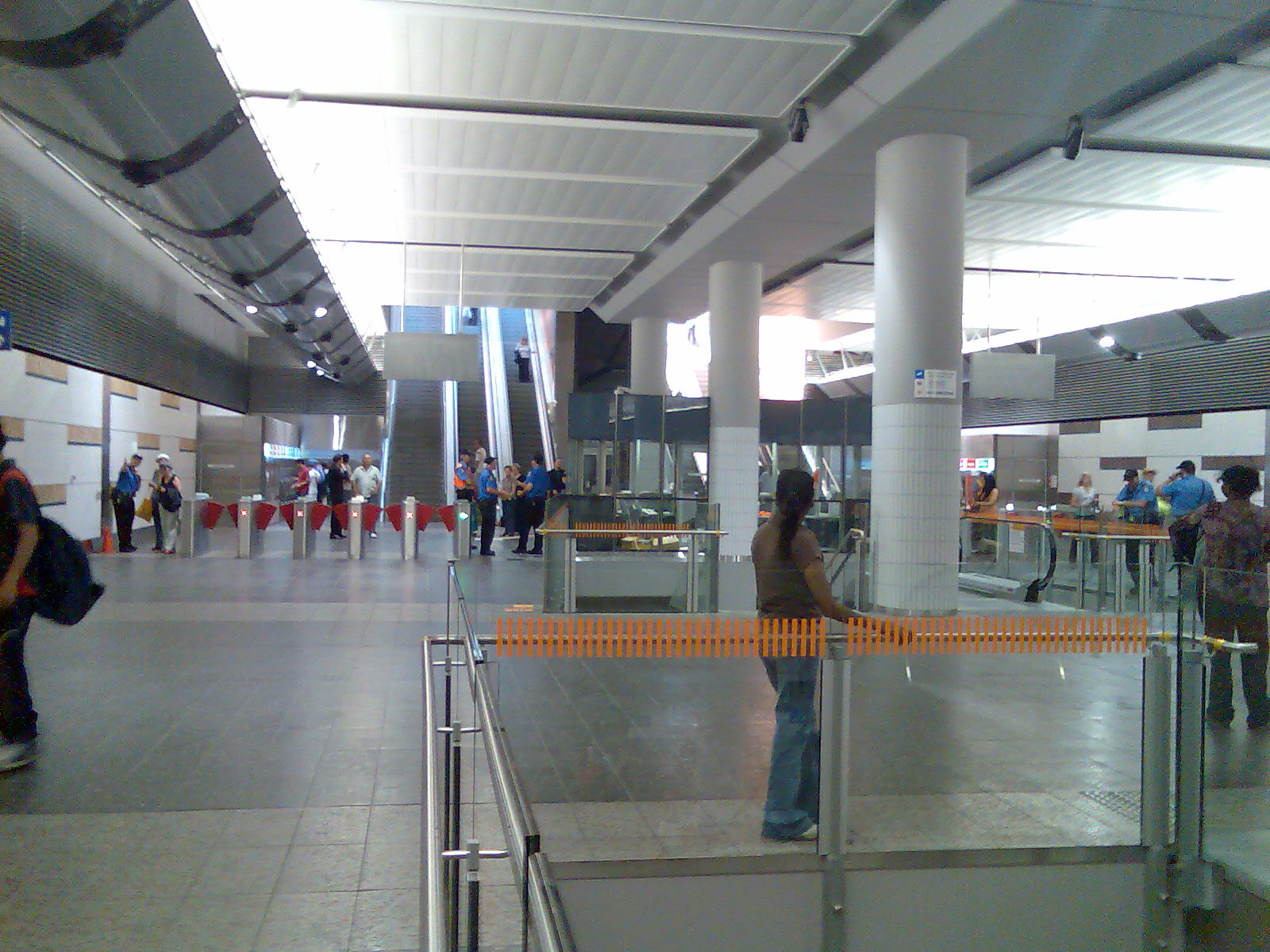
珀斯地下火車站

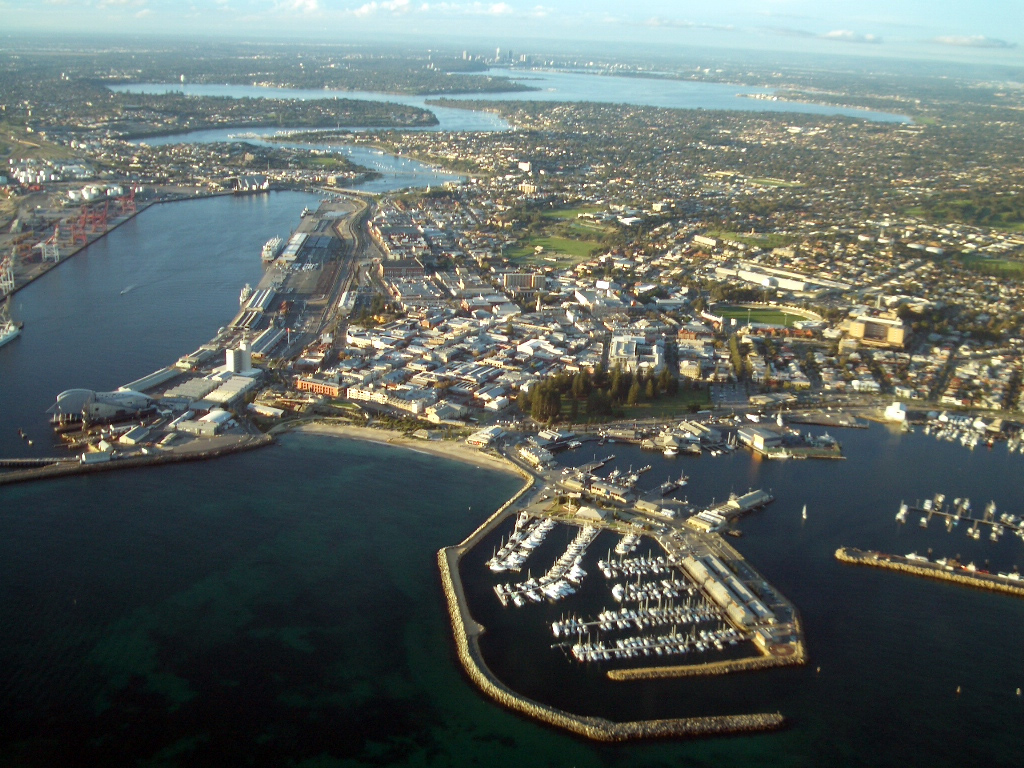
鳥瞰弗里曼特爾

珀斯的國際及國內機場都在市中心以東的紅崖區。距離市中心的商業區分別達十七與十二公里。另一個名為詹達科特機場在市中心以南的詹達科特郊區，專為一般航空學而設。道路方面，珀斯有一套完善公路網與三條高速公路、九條都會區高速公路，並未設有收費站。
市區的公共運輸－巴士、城郊列车和小型邮轮，由 Transperth 提供。其中包括免費的珀斯 CAT 巴士（Central Area Transit，中央區域運輸交通），方便人們在市中心的活動。五條CAT巴士路線（紅、藍、黃、綠、紫）貫穿珀斯市東西、南北。珀斯為降低污染，除CAT以外，在繁華的市中心亦提供免費的公共運輸系統，搭其他公車只要上車和下車都是在市中心範圍內完全免費。
位於市中心的珀斯鐵路總站，是富有古西方建築風格的地標，亦是中途轉乘站，提供五條幹線共六十九個站，大部份主要地區也能到達。由總站珀斯開出至五個端點站分別為西南面的費利曼圖，北面的揚切普，東面的米德兰綫、東南面的阿馬代爾綫及南面的曼杜拉。若無火車到達的地方亦有巴士行駛，以確保盡量提供公共運輸服務於各區；惟一般巴士班次較少。
在市中心有两个大型公车中转站，珀斯巴士埠（Perth Busport）和伊丽莎白港巴士总站（Elizabeth Quay Bus Station），其中珀斯巴士埠和珀斯鐵路總站是相連的。另外在費利曼圖的公车转運站，亦與費利曼圖鐵路總站連接。
另外，999路公车和998路公车是环城车，路途经过大多珀斯境内的学校，其中包括珀斯市內的四所大學，主要为方便学生而设立的学校公车线。
珀斯機場有鐵路和公共巴士到達，292號線可以由紅崖站乘車到達三號及四號客運大樓，而機場線的機場中央站以及36/37號線則可以到達一號及二號客運大樓。
珀斯的车票是时间制，一般车票可以在指定時間内无限换乘同區間的公车或者铁路，時效為两小时至三小时不等。

## 唐人街
北橋區是珀斯著名的唐人街，这里有很多华人餐厅和华人商店，是华人聚集最多的地方之一。

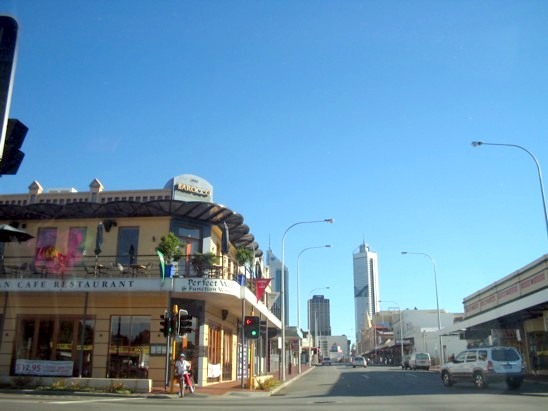
北橋區

北橋區除了是珀斯的唐人街，該區亦是當地人的文化及娛樂場所的集中地。離市中心步行只需數分鐘路程。每逢週末或假日北橋區的酒吧、夜總會和咖啡廳便擠滿了客人，非常熱鬧。是澳洲其中一個最大的各式餐廳集中地之一。超過一百間餐廳可供選擇，特別集中在 Lake Street 及 James Street，種類由中國菜、印度菜、希臘菜、埃及菜、泰國菜、越南菜至意大利菜等。此外，西澳博物館、西澳藝術館、以及位於亞歷山大圖書館大樓内的西澳州立圖書館等文化設施亦集中在此地區。

## 友好城市
目前與珀斯締結為「姊妹市」的城市有：
| 協定年份 | 協定城市 | 所在國家/地區 |
| -------- | -------- | ------------- |
| 1974年   | 鹿兒島市 | 日本          |
| 1984年   | 休士頓   | 美国          |
| 1984年   | 罗得     | 希腊          |
| 1984年   | 迈伊斯蒂 | 希腊          |
| 1987年   | 圣迭戈   | 美国          |
| 1989年   | 瓦斯托   | 義大利        |
| 1998年   | 南京市   | 中国          |
| 1999年   | 臺北市   | 臺灣          |
| 2006年   | 珀斯     | 英国          |
| 2010年   | 成都市   | 中国          |

### 引用
1. ↑  . Australian Bureau of Statistics. 9 August 2016  [2 July 2017]. （原始内容存档于2017-10-31）. Known resident population, 9 August 2016.
2. ↑  澳大利亞統計局. .   [2016-01-15]. （原始内容存档于2011-08-28）.
3. ↑  . Australian Bureau of Statistics. 31 March 2011. （原始内容存档于2010年6月5日）.
4. ↑  .   [2007-02-25]. （原始内容存档于2006-12-16）.
5. ↑  realestate. .   [2024-09-13]. （原始内容存档于2024-09-27）. |author=和|last=只需其一 (帮助)